# Karl von Griesheim
Karl August von Griesheim (* 15. Juli 1799 in Pöthen; † 10. Februar 1878 in Potsdam) war ein preußischer General der Kavallerie.

## Leben

### Herkunft
Karl war ein Sohn des gleichnamigen Karl von Griesheim (1756–1815) und dessen Ehefrau Henriette, geborene Winkler von Dölitz (1766–1849). Sein Vater war Herr auf Netzschkau, Pöthen, Kleinzschocher und Obertau.

### Militärkarriere
Griesheim trat am 1. Juli 1815 in das 3. Husaren-Regiment der Preußischen Armee ein und avancierte bis Ende Januar 1820 zum Sekondeleutnant. Für ein Jahr war er zur Lehr-Eskadron kommandiert und fungierte ab 1827 als Regimentsadjutant. Daran schloss sich im August 1833 ein Kommandierung als Adjutant der 4. Kavallerie-Brigade in Stargard an. Mit der Beförderung zum Premierleutnant wurde Griesheim von diesem Kommando entbunden. Bis Anfang Mai 1840 stieg er zum Rittmeister und Eskadronchef auf. Als Major erhielt Griesheim am 5. Februar 1853 das Kommando über das 3. Husaren-Regiment und avancierte in dieser Stellung Ende März 1853 zum Oberstleutnant. Am 24. April 1854 gab er seinen Verband ab und wurde dafür zum Kommandeur des Garde-Dragoner-Regiments ernannt. Mitte Juli 1855 zum Oberst befördert, folgte vom 4. April bis zum 17. März 1858 eine Verwendung als Kommandeur der 5. Kavallerie-Brigade in Frankfurt (Oder) und anschließend kommandierte Griesheim die 1. Garde-Kavallerie-Brigade in Potsdam. Er wurde am 22. November 1858 Generalmajor und übernahm Mitte November 1859 die 2. Garde-Kavallerie-Brigade in Berlin. Ende des Jahres 1860 reichte Griesheim sein Abschiedsgesuch ein, das im Januar 1861 jedoch abgelehrt wurde. Er verblieb weiter auf seinem Posten als Brigadekommandeur und erhielt im Dezember 1861 das Großkreuz des Verdienstordens vom Heiligen Michael. Zugleich war Griesheim ab Mitte Mai 1862 auch mit der Vertretung des Inspekteurs der Militärreitschule beauftragt. Im Spätsommer desselben Jahres beteiligte sich Griesheim an den Übungen der Gardekavallerie unter General von Mutius. Am 29. Januar 1863 wurde er mit der Beförderung zum Generalleutnant nach Königsberg versetzt und Kommandeur der 1. Division. Zur Wiederherstellung seiner Gesundheit nahm Griesheim im Oktober 1865 einen Erholungsurlaub nach Pommern. Da keine Besserung eintrat, wurde er am 7. Dezember 1865 mit der gesetzlichen Pension zur Disposition gestellt.
Für die Dauer der Mobilmachung anlässlich des Krieges gegen Österreich war Griesheim 1866 Kommandierender General des Stellvertretenden Generalkommandos des III. Armee-Korps in Berlin. Ab dem 17. Mai 1866 übertrug man ihm zusätzlich auch den Oberbefehl über alle in seinem Korpsbereich zurückgebliebenen Teile des Gardekorps. König Wilhelm I. verlieh ihm am 3. Januar 1867 den Charakter als General der Kavallerie. Auch für die Dauer des Krieges gegen Frankreich kehrte Griesheim 1870/71 wieder in sein letztes Dienstverhältnis als Kommandierender General zurück. Der Kaiser würdigte seine langjährigen Verdienste am 30. Juli 1871 durch die Verleihung des Kronenordens I. Klasse mit dem Emailleband des Roten Adlerordens mit Eichenlaub.
Er war Herr auf Zetzin.

### Familie
Griesheim hatte sich am 1. Oktober 1834 in Friedrichsdorf mit Rosalie von Knebel-Döberitz (1814–1881) verheiratet. Aus der Ehe gingen folgende Kinder hervor:
- Witelo (1835–1893), preußischer Oberstleutnant, Herr auf Falkenburg
- Luise (1837–1908) ⚭ Hans von Grünberg (1823–1911)
- Karl Albrecht (1839–1842)
- Klothilde (* 1842) ⚭ Walter von Dobeneck, Oberförster
- Helene (* 1843)
- Günther (* 1845), preußischer Oberleutnant
- Katharina (* 1848), Diakonissin